# Бегуда (Кунео)
Бегуда је насеље у Италији у округу Кунео, региону Пијемонт.
Према процени из 2011. у насељу је живело 445 становника. Насеље се налази на надморској висини од 669 м.